# Дианов, Александр Иванович
Александр Иванович Дианов (5 мая 1902, д. Писковичи, Псковская губерния, Российская империя — 30 января 1986, Ленинград, СССР) — военно-морской деятель, контр-адмирал (15.07.1957).

## Биография
Родился 5 мая 1902 года в деревне Писковичи, ныне в Псковском районе, Псковской области. Русский. С 1916 года работает в Пскове на заводе Штейна (ныне, ОАО «Псковский электромашиностроительный завод»), где из подручного слесаря стал кузнецом.
В октябре 1918 года вступил в РККА и служил красноармейцем Ильинского погранотряда 10-й стрелковой дивизии Западного фронта, где в составе отряда ЧОН принимал участие в Гражданской войне. В августе 1919 года поступил в Псковскую губернскую партийную школу. Член РКП(б) с 1919 года. После окончания школы с сентября 1920 года — помощник по политчасти начальника Псковской уездной милиции.
С августа 1922 года — курсант учебного отряда электро-минной школы Балтийского флота в Кронштадте. С апреля 1923 года служит машинистом на крейсере «Аврора» Балтийского флота, а с января 1924 года служит политруком на том же корабле. С августа 1925 года слушатель параллельных курсов при ВМУ им. М. В. Фрунзе. В октябре 1928 года, после окончания курсов, назначен вахтенным командиром на эсминец «Калинин» КБФ. С мая 1929 года — старший помощник командира корабля ПС-2 «Пурга» КБФ. С января 1932 года — помощник командира морской базы НКВД по строевой части в городе Архангельске Мурманской морской пограничной охраны, а затем командир Усть-Лужского погранотряда.
С сентября 1934 года — слушатель командного факультета Военно-морской академии имени им. К. Е. Ворошилова. В мае 1938 года, после окончания академии назначен командиром 7-й морской пограничной базы НКВД. С июля 1938 года — командир отдельного Бакинского морского пограничного дивизиона судов войск НКВД Азербайджанского округа. С мая 1939 года — начальник морского отделения УПВ. С мая 1940 года — командир Северного морского отряда пограничных судов Мурманского округа ПВ НКВД СССР.
22 июня 1941 года, с началом Великой Отечественной войны, отряд под командованием Дианова вошел в оперативное подчинение и включен в состав Северного флота, участвовал в боевых операциях флота. Боевые действия пограничников проходили успешно, так как личный состав отряда и его командиp хорошо знали оперативную зону театра военных действий. В конце июня назначен командиром Иоканьгской ВМБ СФ. Из наградного листа (1941): «Несмотря на трудные условия, Дианов в очень короткий срок сколотил из судов морпогранотряда и призванных по мобилизации судов боеготовые части, сумел вооружить корабли, наладил организацию и одновременно развернул и провел базовое строительство… Обладая решимостью и волей командира, Дианов в сложных условиях, в зоне действия воздушного противника, объединил из разрозненных частей боеспособное соединение, которое успешно выполнило ряд ответственных заданий по конвоированию транспортов, высадке десантов, обстрелу берегов, занятых противником. 25 сентября 1941 года одним из кораблей базы потоплена немецкая подводная лодка, огнем зенитных батарей и кораблей уничтожено 5 самолётов и 4 повреждено».
В апреле 1942 года назначен заместителем начальника Мурманского пароходства по политчасти, с августа того же года назначен командиром Новоземельской военно-морской базы, сформированной в составе Беломорской военной флотилии, которая обеспечивала прикрытие и сбор конвоев в западном секторе Арктики, в районе Новой Земли, Карского моря и острова Диксон, защищала Новоземельские проливы и подходы к ним. 27 августа 1942 береговая артиллерия и сторожевые корабли базы успешно отразили нападение немецкого крейсера «Адмирал Шеер» на порт Диксон. Личный состав базы под руководством Дианова в тяжелых условиях Арктики строил жилье, причалы, вел борьбу с надводными кораблями и подводными лодками противника, уничтожал его минные заграждения у о-ва Диксон, эскортировал арктические конвои в пределах своей операционной зоны.
С августа 1944 года в распоряжении начальника ПВ НКВД СССР. С ноября 1944 года — начальник морского отдела, он же заместитель начальника войск по морской части УПВ НКВД Приморского отряда. С июня 1945 года — начальник морского отдела, он же начальник войск по морской части УПВ МВД на Тихом океане. Участник Советско-японской войны. Принимал непосредственное участие по руководству в высадкой морского десанта в портах Юки, Сейсен, Расин. За что был награждён орденом Красного Знамени.
С октября 1952 года начальник морского отдела, он же заместитель начальника войск по морской части УПВ Литовского, с июля 1953 года — Прибалтийского, с апреля 1956 года Ленинградского пограничных округов. С сентября 1956 года — помощник начальника войск, он же начальник морского отдела УПВ Ленинградского, а затем — Северо-Западного пограничного округа КГБ СССР.
С 31 июля 1961 года контр-адмирал Дианов в отставке по болезни. После увольнения в отставку, продолжал активную общественную деятельность.
Умер 30 января 1986 года в Ленинграде, похоронен на Серафимовском кладбище.

## Награды
- орден Ленина (21.02.1945)[3][4];
- четыре ордена Красного Знамени (27.06.1943[5], 03.11.1944[4][6], 20.10.1945[7], 15.11.1950[2][4]);
- два ордена Отечественной войны I степени (1951[2], 06.04.1985[8][9]);
- два ордена Красной Звезды (в том числе 14.02.1941[10]);
- орден «Знак Почёта»[2]
  - медали в том числе:
  - «За боевые заслуги» (28.10.1967)[11];
  - «XX лет Рабоче-Крестьянской Красной Армии» (1938)[5];
  - «За отличие в охране государственной границы СССР»;
  - «За оборону Советского Заполярья» (1945)[10];
  - «За победу над Германией в Великой Отечественной войне 1941—1945 гг.» (1945)[10];
  - «За победу над Японией» (1945)[10];
  - «Ветеран труда»;
  - «Ветеран Вооружённых Сил СССР» (1976);
- знак «50 лет пребывания в КПСС»

Почетные звания
- Почётный сотрудник госбезопасности (1958)[2].

Других стран
 КНДР:
- орден Государственного флага III степени (23.12.1948)
- медаль «За освобождение Кореи»

## Память
- 15 октября 2013 года в Писковичской средней общеобразовательной школе Псковского района состоялись торжественные мероприятия, посвященные открытию мемориальной доски моряку-пограничнику контр-адмиралу Александру Дианову[13].
- 3 сентября 2018 года имя контр-адмирала Александра Дианова присвоенно пограничному патрульному кораблю «ППС-825» ПУ ФСБ России по Сахалинской области[14].